# José de Mascarenhas da Silva e Lancastre, Duque de Aveiro
D. José de Mascarenhas da Silva e Lancastre, 5.º marquês de Gouveia, 8.º conde de Santa Cruz e 8.º duque de Aveiro, (Lisboa, 2 de outubro de 1708 – Santa Maria de Belém, 13 de janeiro de 1759), fidalgo da Casa Real, titular de uma das mais poderosas famílias aristocráticas portuguesas e um dos condenados no processo dos Távoras. Foi barbaramente executado no lugar de Belém, então uma povoação dos arrabaldes de Lisboa, num patíbulo expressamente erigido para punir os indiciados no processo dos Távoras.

## Biografia
Nasceu em Lisboa em 2 de outubro de 1708, filho segundo do 3.º marquês de Gouveia e 6.º conde de Santa Cruz, D. Martinho de Mascarenhas, e de sua mulher, D. Inácia Rosa de Távora, filha de D. António Luís de Távora, 2.º marquês de Távora.
Filho segundo, foi destinado por seu pai à vida eclesiástica, sendo porcionista do colégio de S. Pedro da Universidade de Coimbra, seguindo a formação que o deveria ter mantido afastado da vida política e da corte. Contudo, o irmão mais velho, D. João Mascarenhas, o 4.º marquês de Gouveia e 7.º conde de Santa Cruz, casado, apaixonou-se por uma mulher casada e fugiu com ela para o estrangeiro (Inglaterra), pois o crime de adultério era severamente punido. Foi forçado a renunciar à sua casa e títulos a favor do seu irmão D. José, que ficou com posição de destaque na corte.
Casou-se em 1739 com D. Leonor de Távora, filha do 2.º conde de Alvor, e irmã do 3.º marquês de Távora, de uma das mais poderosas famílias da aristocracia, acumulando imenso poder e influência política. Tal poder foi ainda grandemente aumentado quando, por falecer solteiro e sem filhos legitimados o 7.º duque de Aveiro D. Gabriel de Lencastre Ponce de León, D. José de Mascarenhas conseguiu, em 1749, sentença que o habilitou como herdeiro, reunindo assim na sua casa os títulos de marquês de Gouveia, marquês de Santa Cruz e de duque de Aveiro.
A sucessão neste último título, de Aveiro, foi conseguida numa grande demanda entre um sobrinho do falecido duque, D. António de Lancastre Ponce de León, e D. José de Mascarenhas, que se apresentava com direito à casa e ducado de Aveiro como descendente do 3.º duque. A pretensão foi favorecida por seu tio, Frei Gaspar da Encarnação, o principal ministro de D. João V. O título foi-lhe confirmado em 1752 pela Relação de Lisboa. D. José de Mascarenhas tornou-se senhor das vilas, morgados e comendas das casas de Gouveia e de Santa Cruz, mordomo-mor da casa de D. João V, que o nomeou presidente do Desembargo do Paço, com posse a 30 de Agosto de 1749, e ainda da casa e ducado de Aveiro, na qual exigiu que lhe fossem dadas as importantes comendas que, embora sem fazerem parte da casa de Aveiro, tinham sido administradas pelos duques seus antecessores.
Tornando-se excessivamente orgulhoso a altivo, projectou casar seu filho D. Martinho Mascarenhas, que seria o 6.º marquês de Gouveia, com a filha mais velha do duque de Cadaval, projectando a possibilidade de reunir no seu herdeiro as duas poderosas casas. Seu imenso poder e tais pretensões tornaram-no num sério rival da casa reinante, com a qual competia em riqueza e influência.
Consciente do poder que o 8.º duque de Aveiro acumulara, o rei, e particularmente o seu ministro Sebastião José de Carvalho e Melo, mais tarde conde de Oeiras e marquês de Pombal, colocaram sucessivas dificuldades na realização do enlace do filho com a herdeira da casa de Cadaval.
Ao mesmo tempo que isto acontecia, D. José de Mascarenhas começou a polarizar em seu torno o ódio que os nobres e grandes do reino tinham a Sebastião José de Carvalho e Melo e fez-se conhecida a sua vontade de aniquilar a influência e poder do austero ministro, o que o posicionou como um dos adversários políticos potencialmente mais sérios da casa real e do governo de D. José I.
É neste enquadramento que, na noite de 3 de Setembro de 1758, ocorreu um misterioso episódio de que resultaram ferimentos no rei quando este, ao que se diz regressava da sua amante, D. Teresa de Távora, também ela aparentada com o 8.º duque.
A versão oficial, rapidamente tornada verdade absoluta por Sebastião José de Carvalho e Melo e pelos apoiantes de D. José I, afirma que D. José de Mascarenhas gizou um plano para assassinar o rei, tendo como auxiliares dois criados seus, que eram irmãos, um seu cunhado, José Policarpo de Azevedo e alguns populares. Afirmou-se que falara do seu projecto a algumas pessoas da nobreza. Daqui resultou a conhecida conspiração que desembocou no processo dos Távoras que levou à destruição da casa dos Távora.
Sendo presos os que se indicavam como criminosos, à cabeça dos quais D. José de Mascarenhas, o processo foi sumário, lavrando-se sentença condenatória a 12 de Janeiro de 1759, realizando-se as execuções, que seguiram rituais de uma crueldade e sadismo raramente vistos, logo no dia seguinte. 

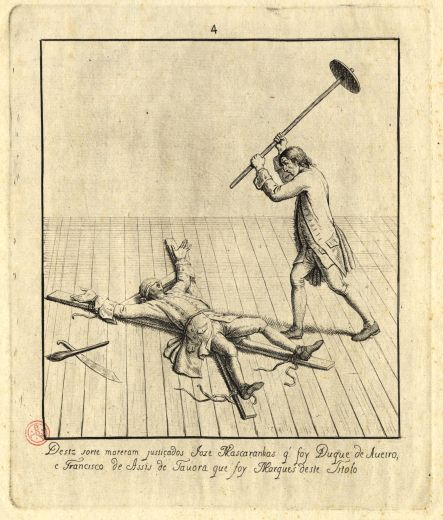
Exemplo da execução do Duque de Aveiro.

Os títulos de duque de Aveiro e marquês de Távora ficaram extintos para sempre. A sentença ordenava a confiscação de todos os bens, que as suas armas fossem derrubadas e picadas em todos os lugares onde estivessem colocadas, e as casas de residência demolidas e arrasadas de sorte que delas não restassem vestígios, sendo reduzidas a campo e salgado. O palácio que o duque de Aveiro possuía em Belém foi completamente arrasado, e nele se erigiu uma memória para perpetuar o seu castigo. Depois de arrasadas as casas, foi ali colocada uma coluna cilíndrica, de cinco metros de altura, terminada por uma chama em forma de pira, cercada de cinco anéis, também de pedra, representando os cinco membros da família Aveiro, que entraram na conjuração.
Na base da coluna, que ainda existe, lê-se o seguinte:
| “ | Aqui foram arrasadas e salgadas as casas de José Mascarenhas, exautorado das honras de Duque de Aveiro e outras condenado por sentença proferida na Suprema Juncta de Inconfidência em 12 de Janeiro de 1759. Justiçado como um dos chefes do bárbaro e execrando desacato que na noite de 3 de Setembro de 1758 se havia cometido contra a real e sagrada pessoa de D. José I. Neste terreno infâme se não poderá edificar em tempo algum. | ” |

Este terreno salgado passou a pertencer à Câmara de Belém; esteve deserto e abandonado até ao reinado de D. Maria I, em que a câmara foi dando licenças para diversas edificações. A coluna existe actualmente no chamado Beco do Chão Salgado, ficando oculta pelos edifícios vizinhos.
A duquesa de Aveiro, logo em seguida à prisão de seu marido, foi levada para o convento do Rato, onde faleceu em 1761 na mais extrema miséria. Tendo-lhe sido confiscados os bens, ninguém ousava socorrê-la com receio de incorrer na cólera do soberano ou do seu omnipotente ministro. A fidalga viu-se obrigada a servir as freiras a troco de humilhante retribuição.
D. Martinho Mascarenhas, filho do duque, foi também encarcerado. Ficou conhecido como «o marquesinho». Em 1777, por morte do rei D. José I, saiu das prisões da Junqueira. Só e sem família, passou tempos com os frades de Mafra, obtendo depois por intervenção do marquês de Alorna o posto de capitão num regimento. Foi 6.º marquês de Gouveia, título que também foi extinto em 1759. D. João VI, ainda príncipe regente, concedeu-lhe por fim uma mesada de 100$000 réis, e assim viveu até 1804, ano em que faleceu, extinguindo-se com ele uma das mais ilustres casas.
Os motivos conducentes à execução do duque, mais do que relacionados com a ligação ao processo dos Távora, devem ser entendidos num quadro de eliminação, por parte de Pombal, das mais poderosas casas nobiliárquicas de Portugal - tal era o caso do Ducado de Aveiro, cujo ancestral D. Jorge de Lancastre era (tal como o primeiro Bragança, D. Afonso) um bastardo régio e, por essa via, embora com algum afastamento, D. José de Mascarenhas se achava na via de sucessão ao trono português.